# Campionato italiano Ice Sledge Hockey 2009-2010
Il Campionato italiano Ice Sledge Hockey 2009-2010 è la sesta edizione di questo torneo organizzato dal Comitato Italiano Paralimpico. Le compagini iscritte sono ancora una volta le tre rappresentative regionali di Piemonte (Tori Seduti), Lombardia (Armata Brancaleone) e Alto Adige (South-Tyrol Eagles, campioni in carica).
Per consentire la preparazione alle paralimpiadi di Vancouver 2010, è stata variata ed abbreviata la formula rispetto alla stagione precedente, con ogni squadra ad affrontare le altre due per tre (e non più cinque) volte: una in casa, una in trasferta e una in un triangolare, giocato in campo neutro a Fondo.
In caso di parità al termine dei tempi regolamentari, viene giocato un tempo supplementare con la regola del golden gol. In caso di ulteriore parità, si passa ai tiri di rigore. Vengono assegnati tre punti alla squadra vincitrice nei tempi regolamentari, due alla squadra vincitrice ai tempi supplementari o ai rigori, un punto alla squadra sconfitta ai supplementari o ai rigori.

## Girone
|                    | ARM       | EAG | TOR       | ARM | EAG | TOR |
| ------------------ | --------- | --- | --------- | --- | --- | --- |
| Armata Brancaleone | —         | 1–2 | 1–2       | —   | 1–5 | 2–4 |
| South-Tyrol Eagles | 2–0       | —   | 1–2 (dtr) | 5–1 | —   | 1–0 |
| Tori Seduti        | 1–0 (dtr) | 1–2 | —         | 4–2 | 0–1 | —   |

| 24 ottobre 2009 | Tori Seduti | 1 – 0 (d.t.s.) | Armata Brancaleone |  |

| 1º novembre 2009 | Armata Brancaleone | 1 – 2 | South-Tyrol Eagles |  |

| 15 novembre 2009 | South-Tyrol Eagles | 1 – 2 (d.t.s.) | Tori Seduti |  |

| 28 novembre 2009 | Armata Brancaleone | 1 – 2 | Tori Seduti |  |

| 8 dicembre 2009 | South-Tyrol Eagles | 2 – 0 | Armata Brancaleone |  |

| 16 gennaio 2010 | Tori Seduti | 1 – 2 | South-Tyrol Eagles |  |

| Fondo 30 gennaio 2010, ore 10:00 | South-Tyrol Eagles | 5 – 1 | Armata Brancaleone | Palasmeraldo |

| Fondo 30 gennaio 2010, ore 18:00 | Armata Brancaleone | 2 – 4 | Tori Seduti | Palasmeraldo |

| Fondo 31 gennaio 2010, ore 10:00 | Tori Seduti | 0 – 1 | South-Tyrol Eagles | Palasmeraldo |

## Classifica
| Pos | Squadra            | G | V | VS | PS | P | GF | GS | DG  | Pt |
| --- | ------------------ | - | - | -- | -- | - | -- | -- | --- | -- |
| 1   | South-Tyrol Eagles | 6 | 5 | 0  | 1  | 0 | 13 | 5  | +8  | 16 |
| 2   | Tori Seduti        | 6 | 2 | 2  | 0  | 2 | 10 | 7  | +3  | 10 |
| 3   | Armata Brancaleone | 6 | 0 | 0  | 1  | 5 | 5  | 16 | −11 | 1  |

Le South-Tyrol Eagles si aggiudicano il terzo scudetto della loro storia.

## Formazione campione d'Italia
- Portieri: Rupert Kanestrin Erwin Trenkwalder
- Difensori: Gianluca Cavaliere, Gianluigi Rosa, Lukas Pirpamer
- Attaccanti: Florian Planker, Giovanni Colaone, Piero Ambrosi, Wener Winkler, Nils Larch, Julian Kasslatter.[2]